# 布雷登·勒馬斯特斯
布雷登·勒馬斯特斯（英語：Braeden Lemasters，1996年1月27日—）是美國的一位演員、音樂人和配音演員。他最著名的作品是情景喜劇Men of a Certain Age。他在俄亥俄州出生。

## 外部連結
- 布雷登·勒馬斯特斯在互联网电影资料库（IMDb）上的資料（英文）